# Chu Đình Nghiêm
Chu Đình Nghiêm (sinh ngày 18 tháng 8 năm 1972 tại Thanh Hóa) là một cựu cầu thủ bóng đá người Việt Nam, hiện đang là huấn luyện viên trưởng của câu lạc bộ Hải Phòng.

## Sự nghiệp

### Cầu thủ
Chu Đình Nghiêm trưởng thành từ lò đạo tạo của đội bóng đá Công an Thanh Hóa ở giải bóng đá các đội mạnh toàn quốc. Năm 1994, đội bóng xứ Thanh giải thể, ông theo chân Nguyễn Văn Sỹ, Nguyễn Văn Dũng chuyển ra thi đấu cho Nam Định. Sau khi cùng Nam Định thi đấu ở mùa giải V.League đầu tiên, ông chuyển sang thi đấu cho LG.Hà Nội ACB ở giải hạng nhất quốc gia từ năm 2001. Năm 2003, sau khi Hà Nội ACB sáp nhập với đội bóng chuyên nghiệp Hàng không Việt Nam, một số cầu thủ của ACB chuyển lên thi đấu tại V.League thì Chu Đình Nghiêm cùng những cầu thủ hạng nhất còn lại được tập hợp lại thành đội bóng mang tên mới Hòa Phát Hà Nội và tiếp tục chơi ở giải hạng nhất quốc gia 2004. Đầu năm 2005, ông chia tay sự nghiệp cầu thủ bóng đá.

### Huấn luyện viên
Đội bóng đá Hà Nội T&T được thành lập từ tháng 1 năm 2006 bắt đầu từ giải phong trào. Chu Đình Nghiêm chính thức tham gia công tác huấn luyện tại Hà Nội T&T cùng Triệu Quang Hà ngay từ khi đội bóng bắt đầu hoạt động. Sau khi ông Hà chia tay Hà Nội T&T, Chu Đình Nghiêm tiếp tục làm trợ lý cho những Nguyễn Hữu Thắng, Phan Thanh Hùng và Phạm Minh Đức. Năm 2016, ông Nghiêm được bổ nhiệm làm huấn luyện viên trưởng của câu lạc bộ Hà Nội.
Ngay lập tức, ông giúp một đội Hà Nội thi đấu bết bát đầu mùa vẫn có thể vô địch vào cuối mùa.
Trong gần 5 năm dẫn dắt Hà Nội, ông giành được 3 chức vô địch V.League 1 (2016, 2018, 2019), 2 Cúp Quốc gia (2019, 2020) và 3 Siêu cúp Quốc gia (2018, 2019, 2020), trở thành huấn luyện viên giàu thành tích nhất lịch sử bóng đá Việt Nam. Đặc biệt là mùa giải 2019, Hà Nội còn đi đến chung kết liên khu vực Cúp AFC 2019 với phong độ cực kỳ thuyết phục.
Đầu tháng 4 năm 2021, Ban lãnh đạo câu lạc bộ Hà Nội thông báo chia tay huấn luyện viên Chu Đình Nghiêm sau chuỗi trận không thành công đầu mùa giải 2021. Sau đó, ông chuyển đến dẫn dắt câu lạc bộ Hải Phòng.

## Tai tiếng
Chu Đình Nghiêm được biết đến nhiều với tính cách nóng nảy, bộc trực trên băng ghế huấn luyện cùng những hành vi, phát ngôn thiếu kiềm chế. Điều này khiến ông nhiều lần phải chịu điều tiếng, thậm chí còn phải nhận án phạt xuất phát từ những hành động bột phát đó. Một trong những lần ông bị phạt là án kỷ luật đình chỉ làm nhiệm vụ 2 trận của Liên đoàn bóng đá Việt Nam sau khi ông hăm dọa cầu thủ của đội FLC Thanh Hóa và làm gián đoạn trận đấu giữa chủ nhà Thanh Hóa gặp Hà Nội T&T tại vòng 6 V.League 1 2014.

## Cảm hứng
Trong một buổi phỏng vấn vào năm 2016, khi được hỏi về nguồn gốc của bút danh "Chu Đình Ngạn" được nhà văn Nguyễn Nhật Ánh sử dụng trong các bài viết bình luận bóng đá của mình, ông cho biết: 
"Hồi đó có một cầu thủ tên Chu Đình Nghiêm (hiện nay anh làm huấn luyện viên cho đội Hà Nội T&T), tôi thích cái họ này nên lấy nó đặt bút danh cho mình, còn Ngạn là nhân vật tôi yêu mến trong truyện Mắt biếc. Thế là tên Chu Đình Ngạn ra đời chứ có gì đâu!"

## Danh hiệu

### Huấn luyện viên
Hà Nội
- V.League 1: 2016, 2018, 2019
- Cúp quốc gia: 2019, 2020
- Siêu cúp quốc gia: 2018, 2019, 2020

Cá nhân
- Huấn luyện viên xuất sắc nhất mùa V.League 1: 2016